# María de Diego Durántez
María de Diego Durántez és una auditora i política espanyola.
Nascuda a Valladolid, es va llicenciar en Ciències Econòmiques i Empresarials per la Universitat de Valladolid i es va titular com a auditora de comptes. Va ser diputada de la ix legislatura de les Corts de Castella i Lleó per Valladolid dins del Grup Parlamentari Popular. Directora general de Relacions Institucionals i Acció Exterior de la Conselleria de la Presidència de la Junta de Castella i Lleó des de 2007, al juliol de 2015 va ser ascendida al càrrec de viceconsellera d'Ordenació del Territori i Relacions Institucionals, dependent de la Conselleria de Presidència de José Antonio de Santiago-Juárez. Inclosa com a candidata dins de la llista del PP per a les eleccions municipals de 2019 a Valladolid, va ser elegida regidora de l'Ajuntament de Valladolid.